# NGC 524
NGC 524 是位於雙魚座的一個透鏡星系，距離地球大約9000萬光年，在星系中心可以看見凸起的核球，形成一種螺旋結構。它是一個小星系群，與NGC 488組成的NGC 524星系群中最大的星系。它是威廉·赫歇爾在1786年發現的。在這個星系已經觀測到兩顆超新星：SN 2000cx，峰值亮度14.5等的Ia-p型，和Ia型的SN 2008Q 。

## 外部連結
- WikiSky上关于NGC 524的内容：DSS2, SDSS, GALEX, IRAS, 氢α, X射线, 天文照片, 天图, 文章和图片